# Milton Keynes Lightning
Milton Keynes Lightning – angielski klub hokejowy z siedzibą w Milton Keynes.
Do sezonu 2016/2017 drużyna występowała w brytyjskich rozgrywkach EPIHL. Od sezonu 2017/2018 została przyjęta do rozgrywek EIHL.

## Sukcesy
- Mistrzostwo EPL play-off: 2003, 2004, 2005, 2006, 2017
- Mistrzostwo EPL w sezonie: 2004, 2005, 2010
- English Premier Cup: 2017